# Israel Kamakawiwo'ole
Israel "Bruddah Iz" Kamakawiwo'ole (20. maj 1959 – 26. juni 1997) var en berømt sanger fra Hawaii.
Han levede på Hawaii til sin død, 38 år gammel. Han blev berømt udenfor Hawaii, da hans album Facing Future udkom i 1993, med hans medley Somewhere Over the Rainbow og What a Wonderful World, som har været musik til mange film mm – blandt andre Finding Forrester.
Allerede som lille var han omgivet af musik blandt andet igennem sin onkel Moe Keale, som var en respekteret musiker. I teenageårene dannede han sammen med to venner og sin fætter gruppen The Makaha Sons of Ni'ihua, der over 15 år udgav 10 albums. I 1990 valgte han med succes at gå egne veje, hvor ovennævnte album, Facing Future, og N Dis Life står som nogle af højdepunkterne.